# Agostino Lampugnani
Pour l’article homonyme, voir Giovanni Battista Lampugnani.
Agostino Lampugnani, né en 1586 à Milan et mort dans cette même ville le 29 janvier 1657, est un écrivain et religieux italien.

## Biographie
Giovan Battista Lampugnani est né à Milan vers 1586 dans une famille noble. Il rejoint l'ordre des bénédictins en 1599, prend le nom d'Agostino et entre au monastère milanais de San Simpliciano. Latiniste et érudit, il devient au début des années 1630 membre de l'Accademia degli Incogniti de Venise. Il se lie d'amitié avec Angelico Aprosio, avec qui il entretient une correspondance régulière qui durera jusqu'à la fin de sa vie. Lampugnani est prieur de Santo Spirito à Pavie jusqu'en 1640, puis devient prieur de San Procolo à Bologne, où il vit pendant quelques années. Il devient membre de l'Accademia degli Indomiti. Lampugnani se distingue par ses conférences académiques, qui sont publiées à Milan sous le titre Diporti academici. En 1642, il publie à Venise, sous le pseudonyme de Giovan Battista Mognalpina, le roman chevaleresque Il Celidoro, l'un des romans italiens les plus réussis du XVIIe siècle. À la fin des années 1640, Lampugnani s'installe définitivement à Milan. Dans les dernières années de sa vie, il tenta de faire publier tous ses livres en une seule édition, mais il mourut en 1657 avant que le projet ne puisse être réalisé.

## Œuvres
- Clio plaudens et exultans in serenissimi principis Venetiarum Antonii de Priulis electionem, Venise, Antonio Pinelli, 1618 ;
- Cecilia predicante. Rappresentatione sacra, Venise, Francesco Baba, 1619 ;
- La ninfa guerriera fauola pastorale di Gio. Battista Lampugnano, Venise, Marco Ginami, 1624 ;
- La pestilenza seguita in Milano l'anno 1630, Milan, Carlo Ferrandi, 1634 ;
- Lettre à l'académie degl'Incogniti, Bologne, 1641 ;
- Il Celidoro, Venise, Gugl. Oddoni, 1642 ;
- Lumi della lingua italiana, Bologne, Carlo Zenero, 1652 ;
- Diporti academici, Milan, Lodovico Monza, 1653.